# TK-3
V roce 1928 byl ve Velké Británii vyroben tančík Carden-Loyd Mk.VI., o který projevilo zájem několik zemí. Jeho licenci zakoupilo i Polsko, které začalo roku 1931 tyto stroje vyrábět pod označením TK-3. Stejně jako podobná vozidla měl i tento tančík malou hranatou korbu, přičemž pancéřové pláty byly spojeny nýty. Jako pohonná jednotka byl motor Ford A o výkonu 40 hp. Rámový podvozek sestával na každé straně z hnacího kola vpředu, čtyř pojezdových kol, napínacího kola vzadu a čtyř napínacích kladek. V nástavbě korby byl umístěn kulomet Hotchkiss ráže 7,92 mm. Celkem bylo vyrobeno 300 ks tančíků TK-3.
Za druhé světové války se zcela jasně ukázalo, že tento typ obrněného prostředku je v moderní válce překonaným typem. Tančíky se spíše hodily pro průzkum, případně jako tahače.